# Nederlands kampioenschap halve marathon 2013
Het Nederlands kampioenschap halve marathon 2013 vond plaats op 24 maart 2013. Het was de 22e keer dat de Atletiekunie een wedstrijd organiseerde met als inzet de nationale titel op de halve marathon (21,1 km). De wedstrijd vond plaats in Venlo tijdens het evenement Venloop.
Nederlands kampioen halve marathon bij de mannen werd Khalid Choukoud en bij de vrouwen won Ruth van der Meijden de titel.
In totaal namen 255 atleten deel aan het NK in verschillende leeftijdscategorieën.

## Uitslagen

### Mannen
| Rang   | Atleet             | Tijd    | Opm.   |
| ------ | ------------------ | ------- | ------ |
| Goud   | Khalid Choukoud    | 1:03.27 |        |
| Zilver | Olfert Molenhuis   | 1:05.18 |        |
| Brons  | Michel Butter      | 1:05.28 |        |
| 4      | Patrick Stitzinger | 1:06.03 |        |
| 5      | Ronald Schröer     | 1:06.55 |        |
| 6      | Iwan Kamminga      | 1:07.49 |        |
| 7      | Tijs Groen         | 1:08.03 |        |
| 8      | Rens Dekkers       | 1:08.06 |        |
| 9      | Tim Pleijte        | 1:08.15 |        |
| 10     | Jeroen van Damme   | 1:08.26 | 1e M40 |
| 11     | Jeroen van Erp     | 1:08.36 | 2e M40 |
| 12     | Zac Freudenburg    | 1:08.48 |        |
| 13     | Erik Negerman      | 1:08.56 | 1e M35 |
| 14     | Joost van den Ende | 1:09.16 |        |
| 15     | Sander Schutgens   | 1:09.37 | 2e M35 |

### Vrouwen
| Rang   | Atleet               | Tijd    | Opm.   |
| ------ | -------------------- | ------- | ------ |
| Goud   | Ruth van der Meijden | 1:14.07 |        |
| Zilver | Stefanie Bouma       | 1:15.51 |        |
| Brons  | Andrea Deelstra      | 1:15.54 |        |
| 4      | Kim Dillen           | 1:16.38 |        |
| 5      | Nina Mathijssen      | 1:17.39 |        |
| 6      | Inge de Jong         | 1:17.49 | 1e V35 |
| 7      | Marieke Falkmann     | 1:18.30 |        |
| 8      | Anouk Claessens      | 1:18.58 |        |
| 9      | Ingrid Versteegh     | 1:19.06 |        |
| 10     | Yvonne Kassenberg    | 1:19.06 | 2e V35 |
| 11     | Anjolie Engels-Wisse | 1:19.07 | 3e V35 |
| 12     | Jacelyn Gruppen      | 1:19.10 |        |
| 13     | Claudia van Rijn     | 1:19.19 | 1e V40 |
| 14     | Nadja Wijenberg      | 1:21.27 | 1e V45 |
| 15     | Ilse Pol             | 1:21.57 |        |

1992 · 
1993 · 
1994 · 
1995 · 
1996 · 
1997 ·
1998 ·
1999 · 
2000 · 
2001 · 
2002 · 
2003 · 
2004 · 
2005 · 
2006 · 
2007 · 
2008 · 
2009 · 
2010 · 
2011 · 
2012 · 
2013 · 
2014 · 
2015 · 
2016 ·
2017 ·
2018 ·
2019 ·
2022 ·
2023